# Mausoleu de l'Aga Khan
El Mausoleu de l'Aga Khan és la tomba del líder dels ismaïlites Mohammed Shah Aga Khan prop de la ciutat egípcia d'Assuan, a l'altre costat del riu Nil.
És una construcció de granit rosa feta a finals dels anys 1950 que recorda les tombes dels califes fatimites al Caire. Des del Mausoleu es pot veure la residència dels Aga Khan i el monestir de Sant Simó.
L'Aga Khan III va succeir al seu pare el 1885 com a imam. Va estudiar a Europa i va morir el 1957, sent succeït pel seu fill Karim Aga Khan. L'1 de juliol del 2000 va morir la seva viuda, la begum Omme Habibeh, i també hi va ser enterrada. El Mausoleu és tancat al públic.